# Akt (művészet)

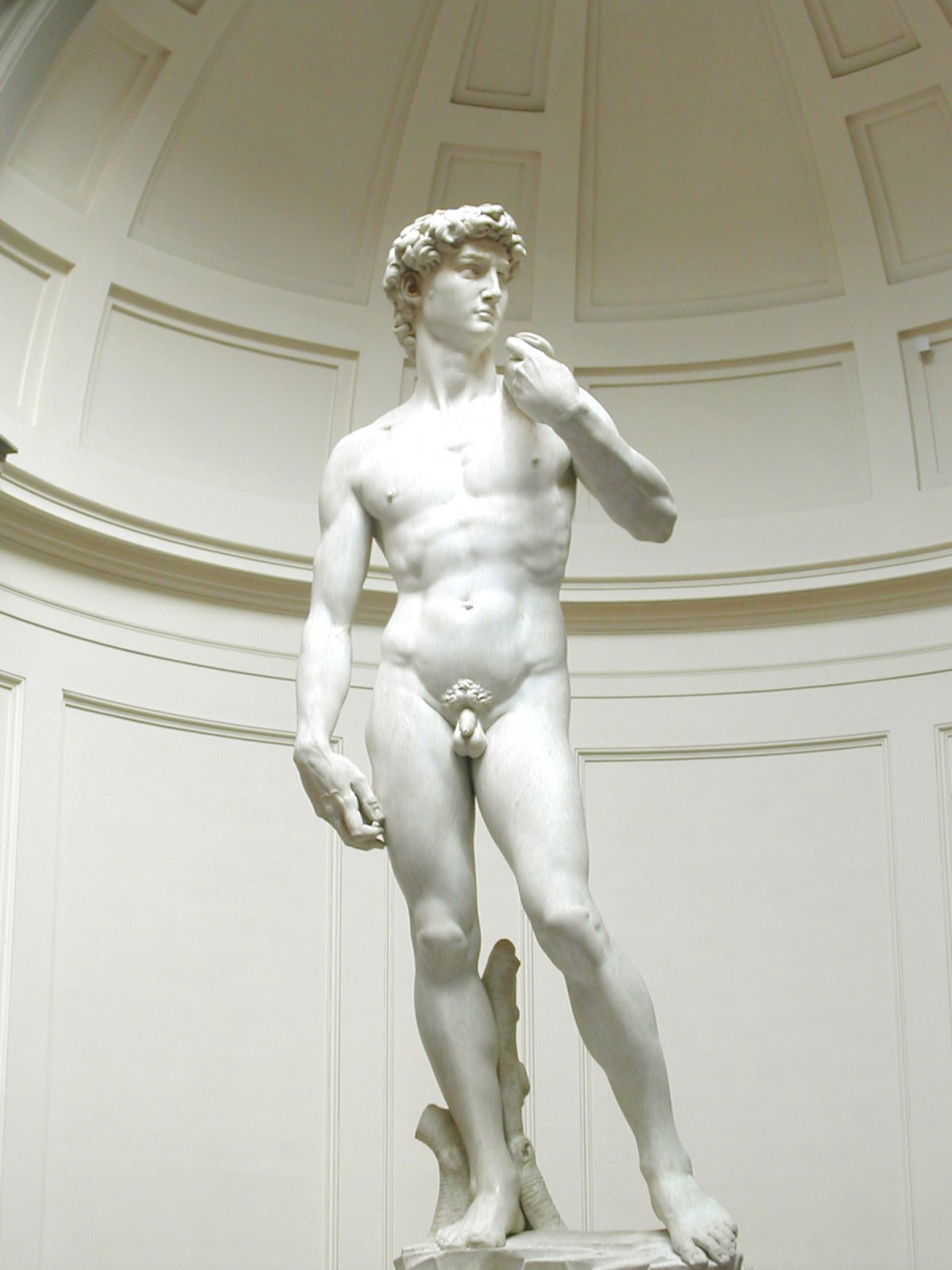
Michelangelo Dávidja

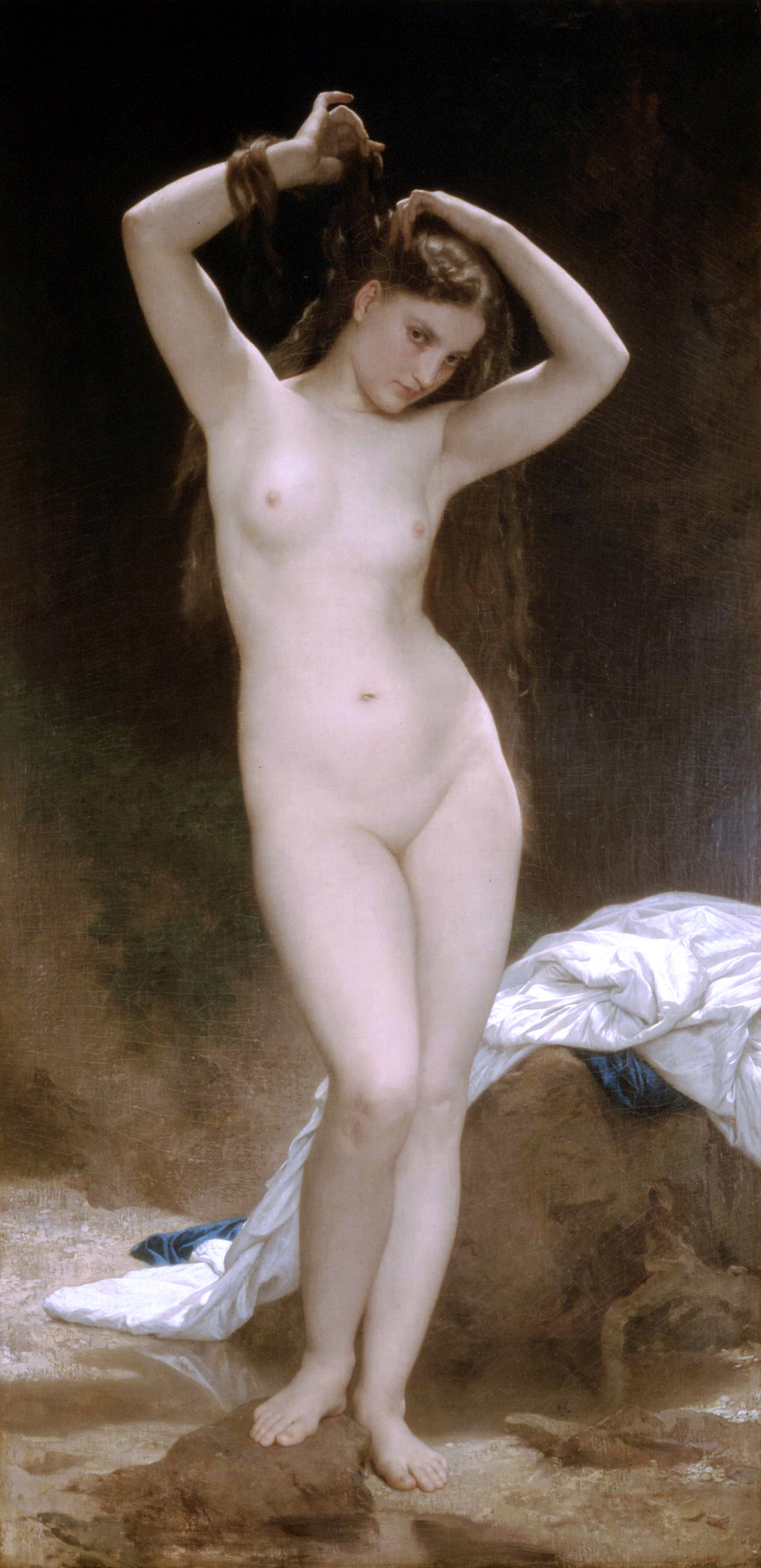
William-Adolphe Bouguereau: Fürdőző (1870)

Az akt meztelen emberi testet ábrázoló alkotást jelent a képzőművészetben. Magyarországon német jövevényszóként terjedt el. Ebben az értelemben tanulmányrajz, festmény vagy szobor a ruhátlan emberi testről, a 19. században a latin actus szóból származtatva meztelen vagy felöltözött modell alakjának, tartásának, mozdulatának tanulmányszerű ábrázolása.
Az emberábrázolások kiemelkedő tárgya a képzőművészetben a meztelenség, ami erotikus tartalmával az egyik meghatározó téma a régmúlttól mind a mai napig.
Az aktábrázolást általában szimbolikus mondanivaló (például: Peter Paul Rubens: Ádám és Éva, Jan van Eyck: Utolsó ítélet) kifejezésére korlátozták a reneszánsz előtt, azóta az akt a műtermi és akadémiai gyakorlatban szokásos, többnyire rajzi előkészítése a figurális műnek. A fogalom idővel kitágult, ma a meztelen ember mindenféle ábrázolását jelöli. Meztelen embereket modellként már a középkorban is alkalmaztak, előbb a meztelen női testet ábrázoló művekhez is férfi modelleket. Nők aktmodellként való alkalmazása csak az 1500-as években vált általánossá.

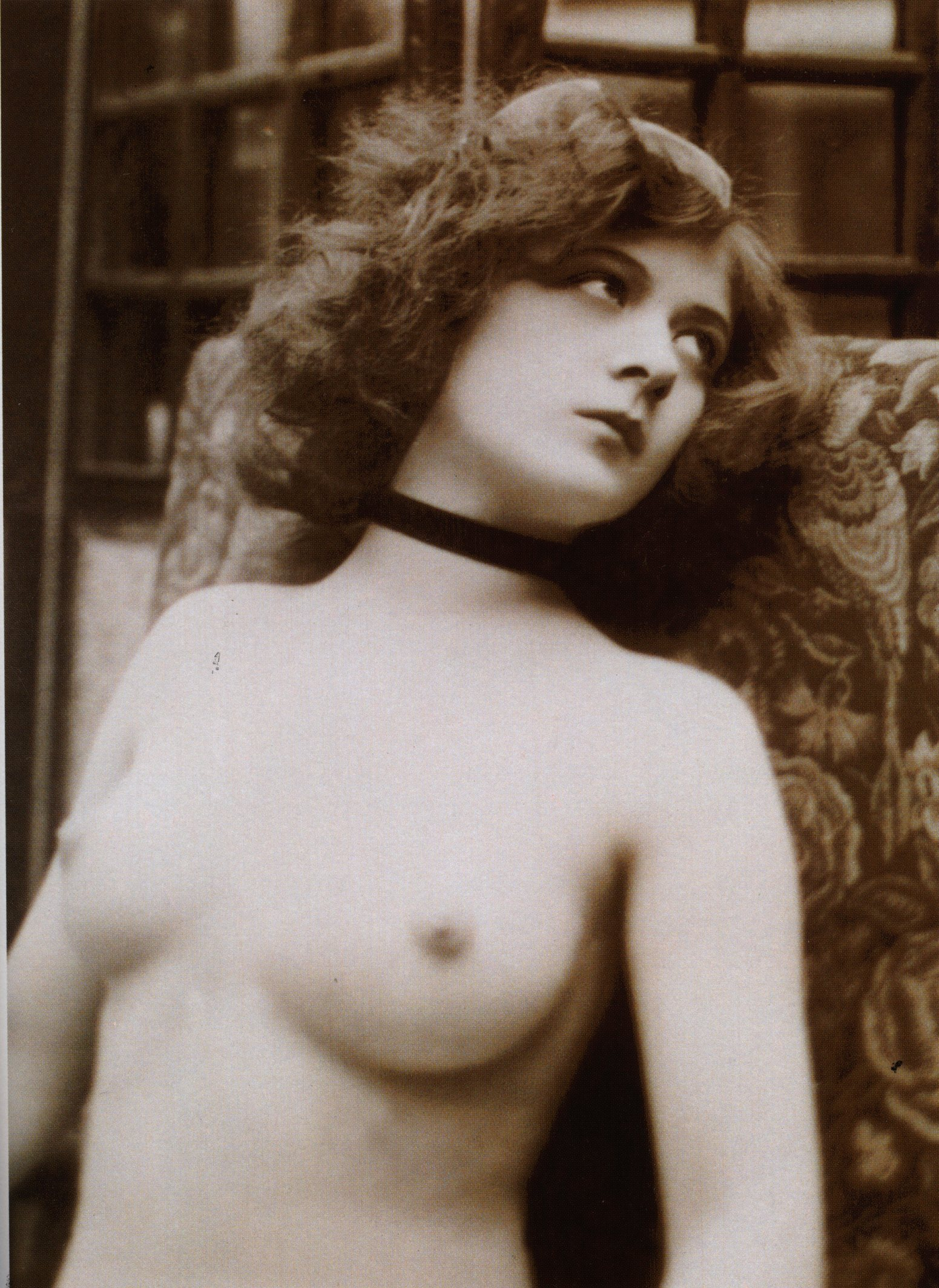
19. századi aktfotó